# Margarethe von Trotta
Margarethe von Trotta (Berlijn, 21 februari 1942) is een Duits filmregisseuse en actrice.

## Levensloop
Margarethe von Trotta werd geboren als dochter van de schilder Alfred Roloff en de Baltische edelvrouw Elisabeth von Trotta. Ze begon haar filmcarrière in 1967 als actrice. Vanaf 1971 schreef ze scenario's voor films. Ze debuteerde als regisseur met de film Die verlorene Ehre der Katharina Blum (1975), die ze samen met haar tweede echtgenoot Volker Schlöndorff draaide. De film kreeg positieve kritieken en kwam de destijds tanende internationale belangstelling voor de Duitse film ten goede. In de daarop volgende jaren regisseerde ze een reeks psychologische drama's met een feministische inslag. Met de film Die bleierne Zeit (1981) won ze de Gouden Leeuw op het Filmfestival van Venetië.

## Filmografie

### Als regisseur
- 1975: Die verlorene Ehre der Katharina Blum
- 1978: Das Zweite Erwachen der Christa Klages
- 1979: Schwestern oder die Balance des Glücks
- 1981: Die bleierne Zeit
- 1983: Heller Wahn
- 1986: Rosa Luxemburg
- 1987: Felix
- 1988: Fürchten und Lieben
- 1995: Das Versprechen
- 1990: L'africana
- 1993: Il lungo silenzio
- 1995: Das Versprechen
- 2003: Rosenstraße
- 2006: Ich bin die Andere
- 2009: Vision – Aus dem Leben der Hildegard von Bingen
- 2010: Die Schwester
- 2012: Hannah Arendt

### Als actrice
- 1967: Tränen trocknet der Wind…
- 1968: Spielst du mit schrägen Vögeln
- 1969: Götter der Pest
- 1970: Der Kommissar (politieserie)
- 1970: Der amerikanische Soldat
- 1970: Warnung vor einer heiligen Nutte
- 1970: Der plötzliche Reichtum der armen Leute von Kombach
- 1972: Die Moral der Ruth Halbfass
- 1972: Der Fall von nebenan
- 1972: Strohfeuer
- 1973: Ein Fall für Männdli
- 1974: Motiv Liebe
- 1974: Das Andechser Gefühl
- 1975: Die Atlantikschwimmer
- 1976: Der Fangschuß

- Biblioteca Nacional de España: XX1794603
- Bibliothèque nationale de France: cb13195899x (data)
- Catàleg d'autoritats de noms i títols de Catalunya: 981058514408206706
- CiNii: DA05816649
- Gemeinsame Normdatei: 118760998
- International Standard Name Identifier: 0000 0000 7246 2168
- Library of Congress Control Number: n84155101
- Nationale Bibliotheek van Tsjechië: pna2005311714
- Nationale Bibliotheek van Israël: 987007526623705171
- Nationale Bibliotheek van Polen: a0000002813489
- Nederlandse Thesaurus van Auteursnamen: 069450900
- RKD-Nederlands Instituut voor Kunstgeschiedenis: 309116
- SNAC: w69x437t
- Système universitaire de documentation: 035547235
- Virtual International Authority File: 95211657
- WorldCat: E39PBJdrFPjdbMMfMXTP347JXd